# Bagneux British Cemetery
Le Bagneux British Cemetery  est un cimetière militaire de la Première Guerre mondiale situé  sur le territoire de la commune de Gézaincourt, dans le département de la Somme, au nord d'Amiens. Il existe un second cimetière britannique sur la commune: le Gézaincourt Communal Cemetery Extension.

## Localisation
Ce cimetière est implanté à 500 m au sud-ouest de la commune, Rue de la gare, le long de l'ancienne voie ferrée.

## Histoire

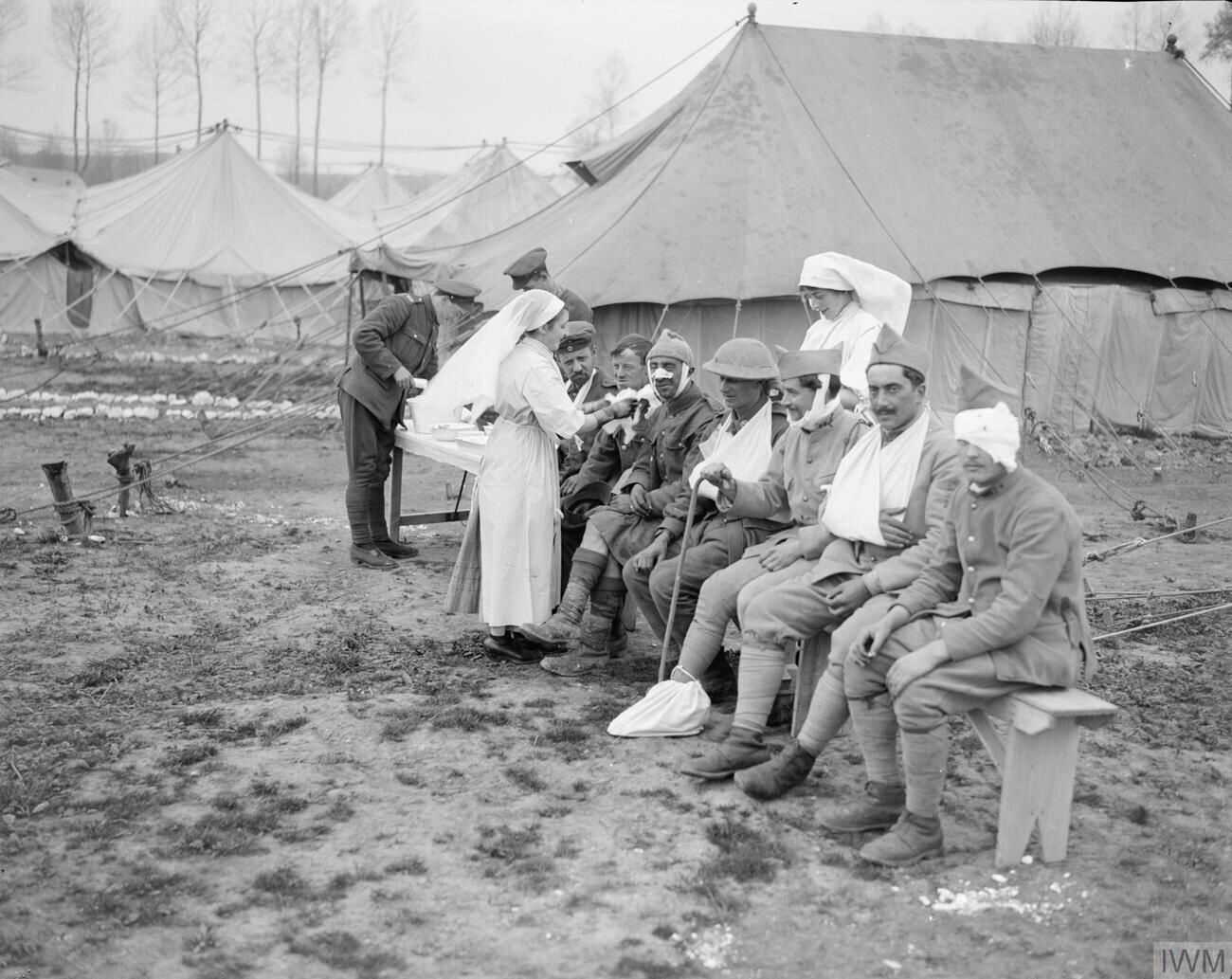
Soldats français, britanniques et prisonniers allemands faisant panser leurs blessures par des infirmières au poste de traitement des blessés n°29 à Gézaincourt, le 27 avril 1918.© IWM (Q 9).

Le village est resté éloigné du front tout au long de la guerre 14-18.

En mars 1918, l'armée allemande lance, depuis les environs de Cambrai, son Offensive du Printemps en vue conquérir Amiens. Après 3 mois de durs combats, cette offensive est finalement stoppée le 18 juilet à une vingtaine de kilomètres de Gézaincourt par les troupes du Commonwealth.

Dès le mois de mars, des hôpitaux militaires sont implantés sur la commune pour soigner les nombreux blessés des combats.

Pour suppléer l'extension du cimetière communal, ce cimetière fut commencé en avril 1918 pour inhumer les soldats décédés des suites de leurs blessures.

Il y a aujourd'hui 1 374 militaires du Commonwealth  inhumés dans ce lieu, dont seulement 3 ne sont pas indentifiés,.

## Caractéristiques
Le cimetière britannique a un plan rectangulaire 75 m sur 45.
Il est entouré d'une haie d'arbustes.

Le cimetière a été conçu par Sir Edwin Lutyens et George Hartley Goldsmith.

## Galerie

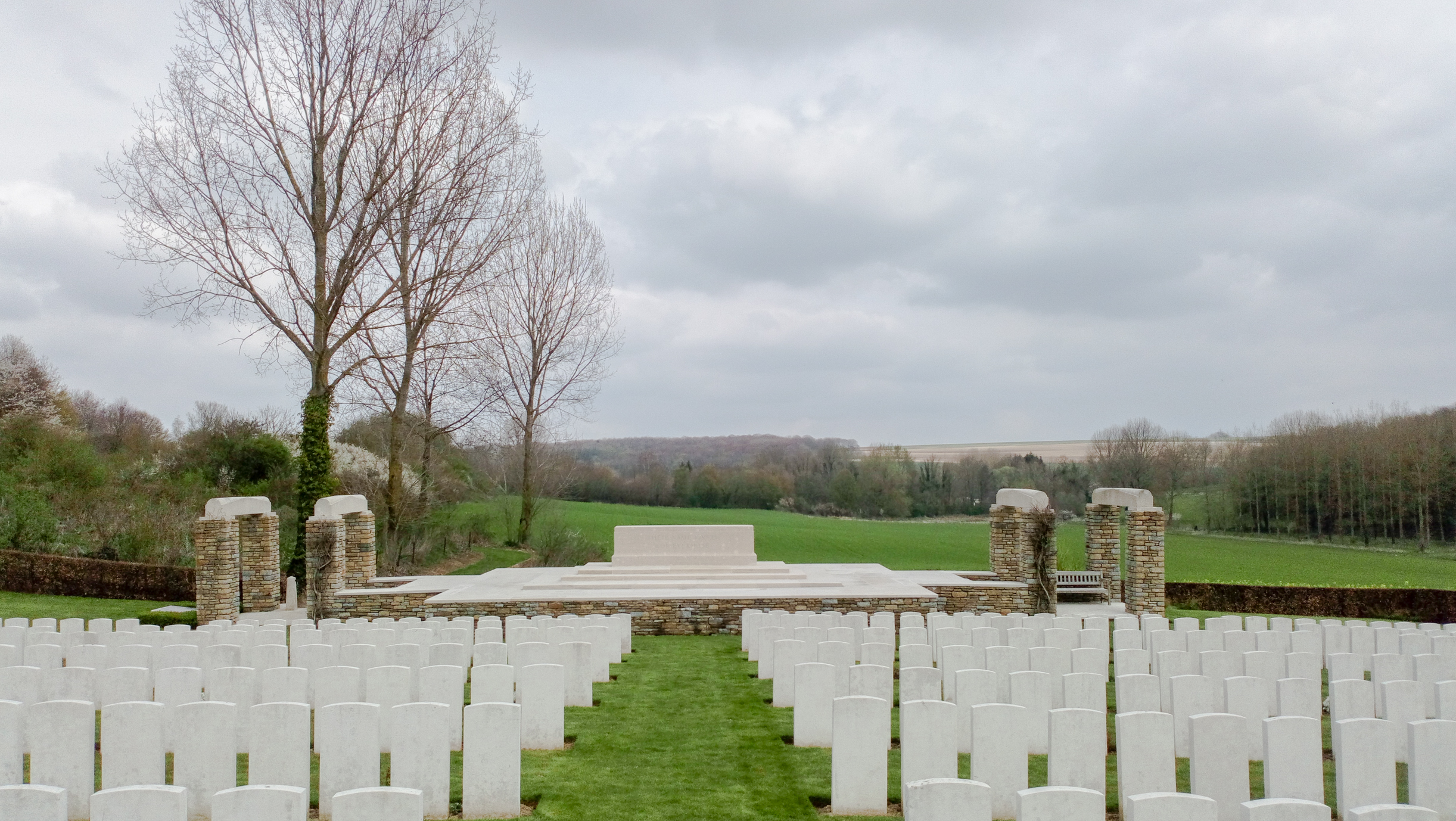
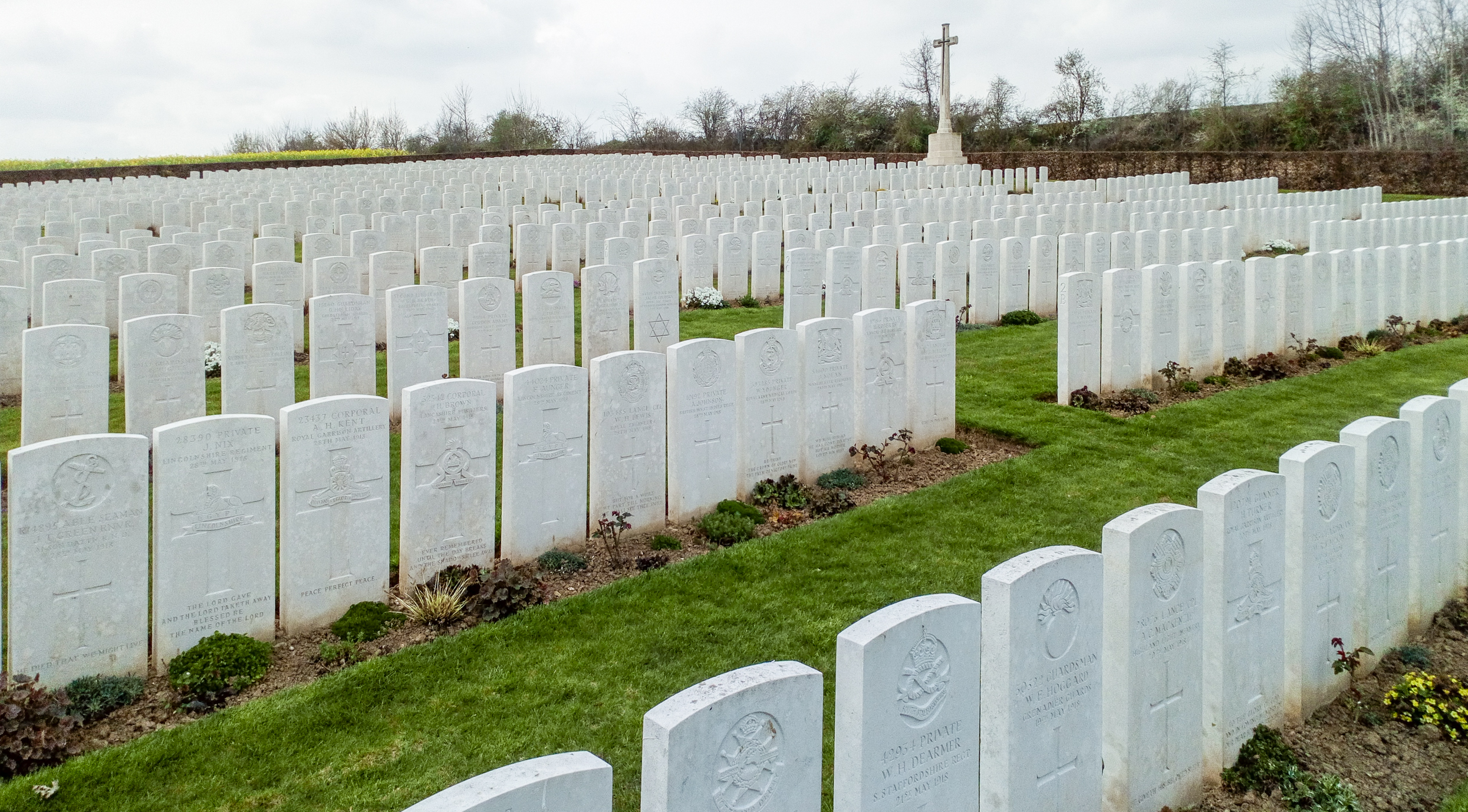
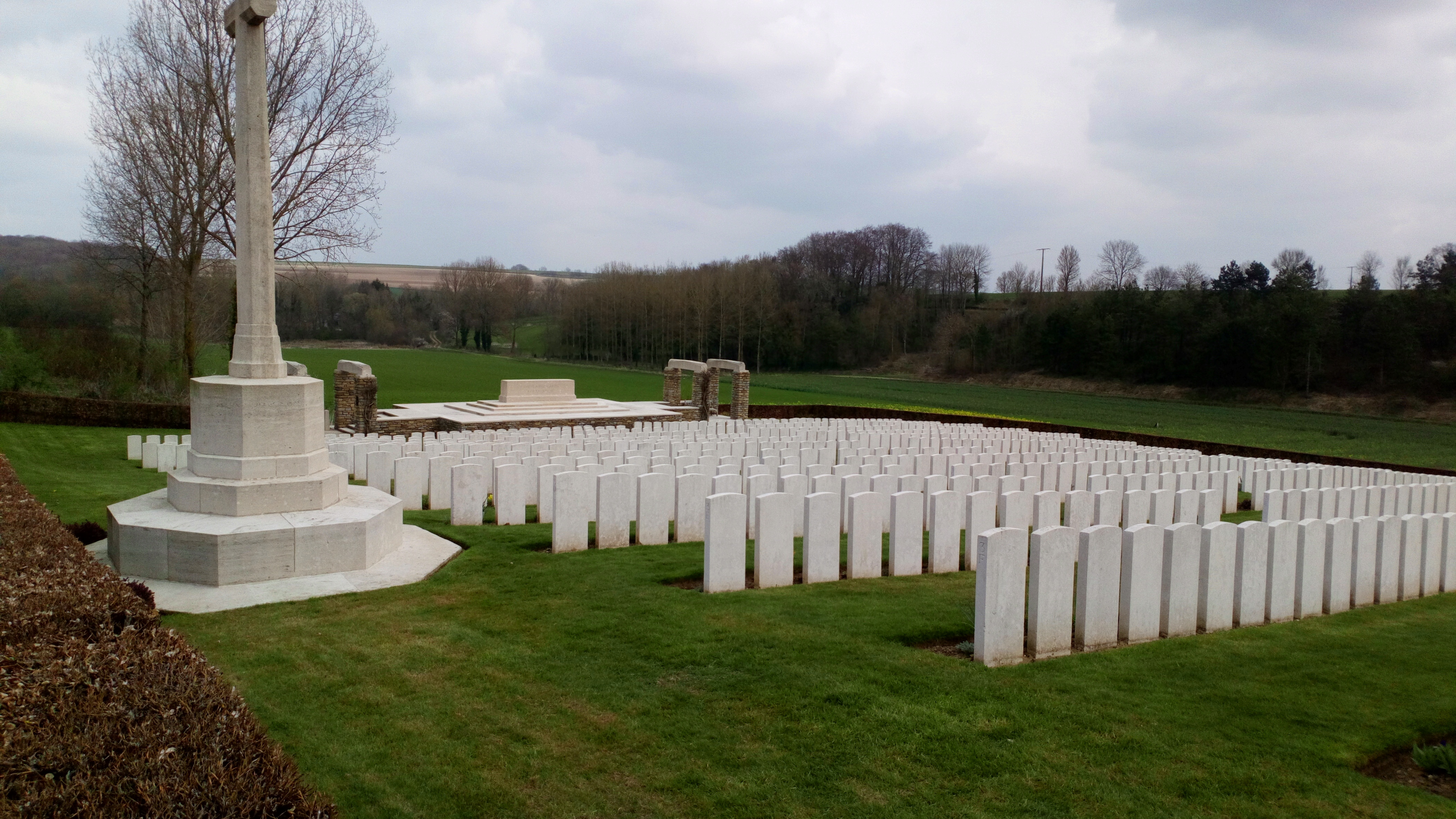
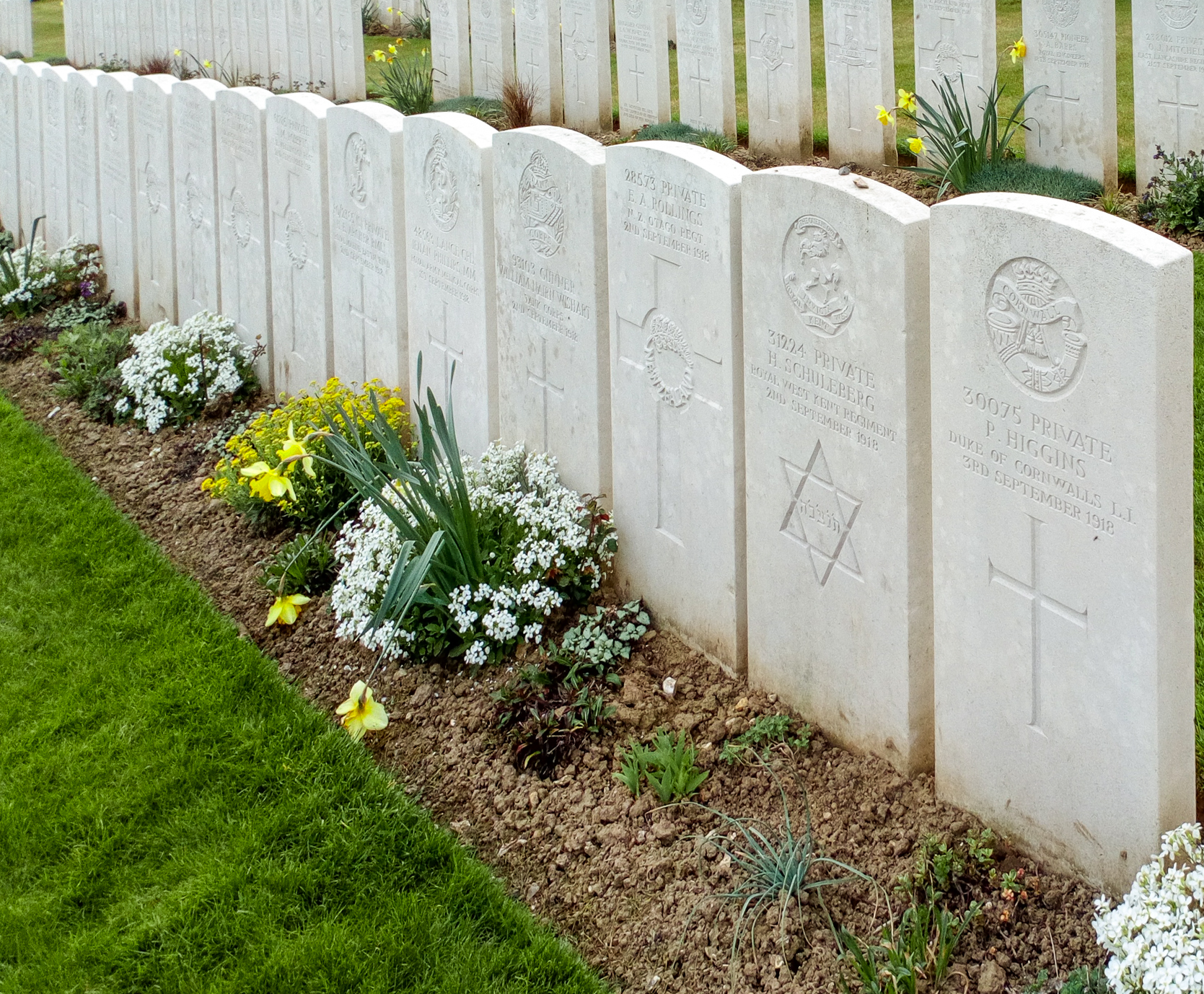
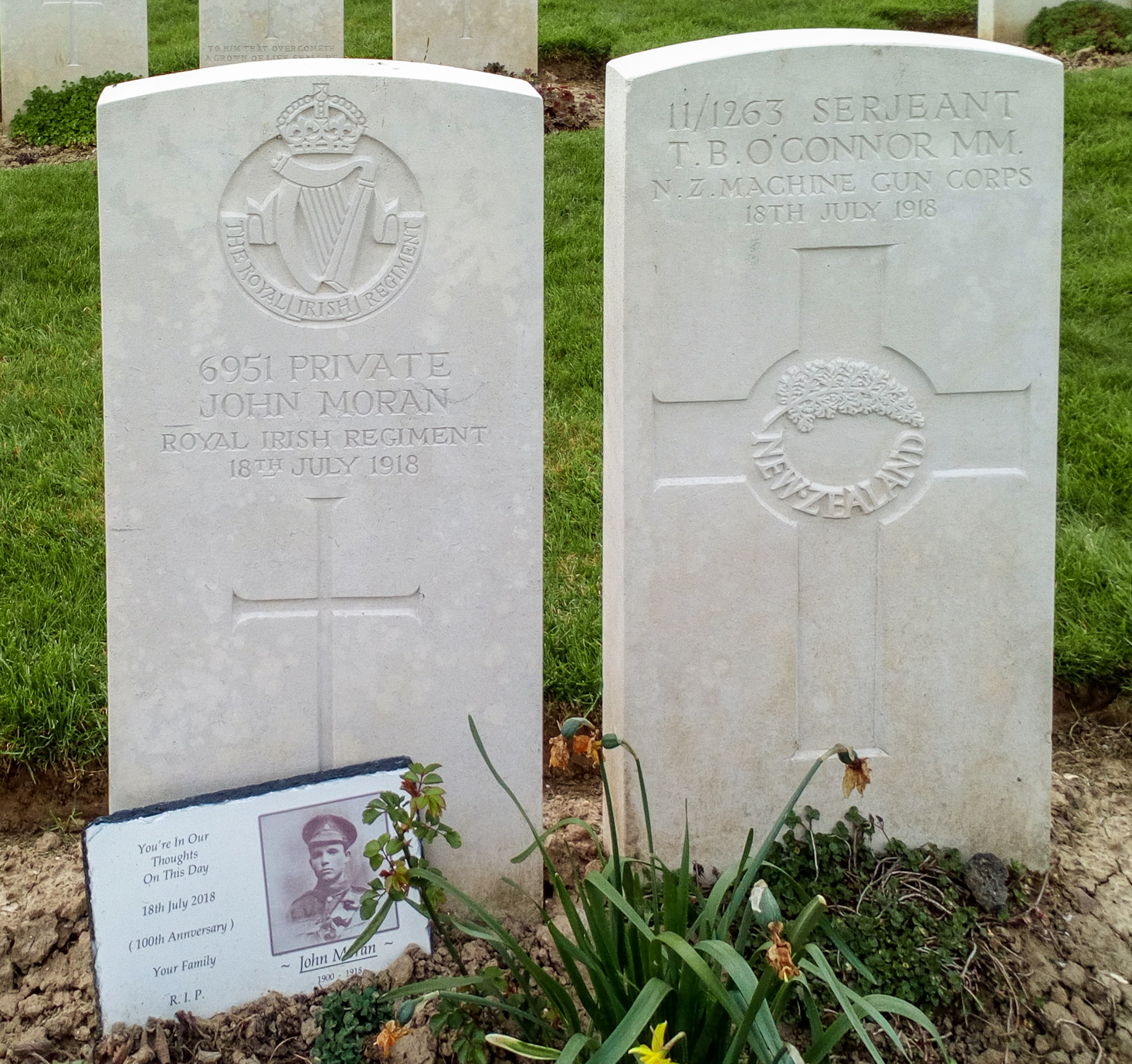

## Sépultures
| Pays               | Sépultures |
| ------------------ | ---------- |
| Royaume-Uni        | 1 175      |
| Nouvelle-Zélande   | 181        |
| Canada             | 46         |
| Australie          | 1          |
| Indes britanniques | 1          |
| Total              | 1 374      |